# Dipolog
Dipolog è una città componente delle Filippine, capoluogo della Provincia di Zamboanga del Norte, nella Regione della Penisola di Zamboanga.
Dipolog è formata da 21 baranggay:
- Biasong (Pob.)
- Barra (Pob.)
- Central (Pob.)
- Cogon
- Dicayas
- Diwan
- Estaca (Pob.)
- Galas
- Gulayon
- Lugdungan
- Minaog
- Miputak (Pob.)
- Olingan
- Punta
- San Jose
- Sangkol
- Santa Filomena
- Santa Isabel
- Sicayab
- Sinaman
- Turno